# Dot Richardson
Dorothy "Dot" Richardson (Orlando, Florida, 22 september 1961) is een Amerikaans arts en voormalig softbalster. Ze haalde op de Olympische Zomerspelen in 1996 en Olympische Zomerspelen in 2000 een gouden medaille met haar softbalteam.

## Educatie
Richardson heeft één jaar op de Western Illinois Univerity gezeten, daarna zat ze nog vier jaar op de Universiteit van Californië in Los Angeles. Ze is vervolgens weer naar de University of Louisville gegaan waar ze geneeskunde studeerde en waar ze in 1993 het Doctor of Medicine-diploma haalde.

## Softbalcarrière
Richardson heeft ooit meegedaan aan de Amerikaanse softbalkampioenschappen. Ze was toen dertien jaar oud. Ze is daardoor de jongste speelster ooit.
Ze was een belangrijke speelster van het Amerikaans nationaal team, dat onder andere de Olympische gouden medaille won tijdens de Olympische Zomerspelen 1996, omdat ze een homerun sloeg waardoor de Amerikanen het spel wonnen. Na haar overwinning op de Olympische Spelen, ging ze verder met haar carrière als orthopedisch chirurg. Ze is daarna ook getrouwd met Bob Pinto. Richardson is momenteel uitvoerend directeur en medisch directeur van het National Training Center.